# Lev I. Arménský
Lev I. zvaný též Lev II., též Levon I. nebo Levon II., Leon I. nebo Leon II., případně Leo I. nebo Leo II., někdy označovaný též přízviskem Nádherný (arménsky: Լեւոն Ա Մեծագործ; 1150 – 2. května 1219) byl posledním knížetem Arménského knížectví v Kilíkii a prvním králem Arménského království v Kilíkii. Pocházel z rodu Rubenidů. Zmatky kolem jeho jména spočívají v tom, že byl původně knížetem, toho jména druhým, byl tudíž zván Lev II., ovšem ve chvíli, kdy si vydobyl královský titul, stal se prvním arménským králem toho jména, tedy Lvem I. Bývá tudíž často zaměňován s knížetem Lvem I. (vládl 1129–1137), případně s králem Lvem II. (vládl 1269–1289). Lev I. Arménský vládl v letech 1187 až 1219, královskou korunu získal roku 1198.
Stal se nejdůležitější postavou dějin exilového arménského království. Během své vlády čelil vládcům z Konyi, Aleppa i Damašku. Tímto připojil ke Kilíkii nová území a zdvojnásobil rozlohu arménského státu, za jeho vlády jeho království sahalo od Isaurie až po pohoří Nur. Největšího triumfu dosáhl na počátku roku 1216, kdy v čele svého vojska obsadil Antiochijské knížectví a do jeho čela dosadil svého prasynovce Rajmunda Rubena. Zůstal u moci až do Lvovy smrti.
V té době egyptský sultán Saladin svou invazí do Jeruzalémského království velmi oslabil křižácké státy a bezprostředně vyvolal třetí křížovou výpravu. Lev z této situace profitoval zlepšením svých vztahů s Evropany. Horlivě poskytoval křižákům zásoby, průvodce, soumary a veškerou pomoc. Právě díky podpoře římsko-německého císaře Fridricha I. Barbarossy a jeho syna Jindřicha VI. bylo Arménské knížectví povýšeno na království. Lev kvůli tomu nařídil i spojení arménské církve s římskou. Získal také přátelství a podporu johanitů a německých rytířů tím, že jim poskytl značná území. Za jeho vlády kulminovaly v arménském státě prozápadní tendence. Transformace arménského dvora po vzoru dvorů západních, zejména franského, zrychlila. Řada starých funkcí nebo titulů byla přejmenována latinskými pojmy a změny v názvosloví byly často doprovázeny změnami v charakteru těchto úřadů.
Velký důraz Lev kladl na obchod a udělil obchodní privilegia Janovu, Benátkám a Pise. Tyto republiky byly v Kilíkii osvobozeny od daní, pakliže v ní rozvinuly své obchodní aktivity. Podpořil zřízení italských kupeckých komunit v Tarsu, Adaně a Mamistře (dnešní Yüreğir). Ty se pak staly významným zdrojem příjmů a rozvoje Kilíkie.
Vládu po jeho smrti převzala jeho manželka Izabela (Zabel). Držela moc až do roku 1252.